# Culture du Togo

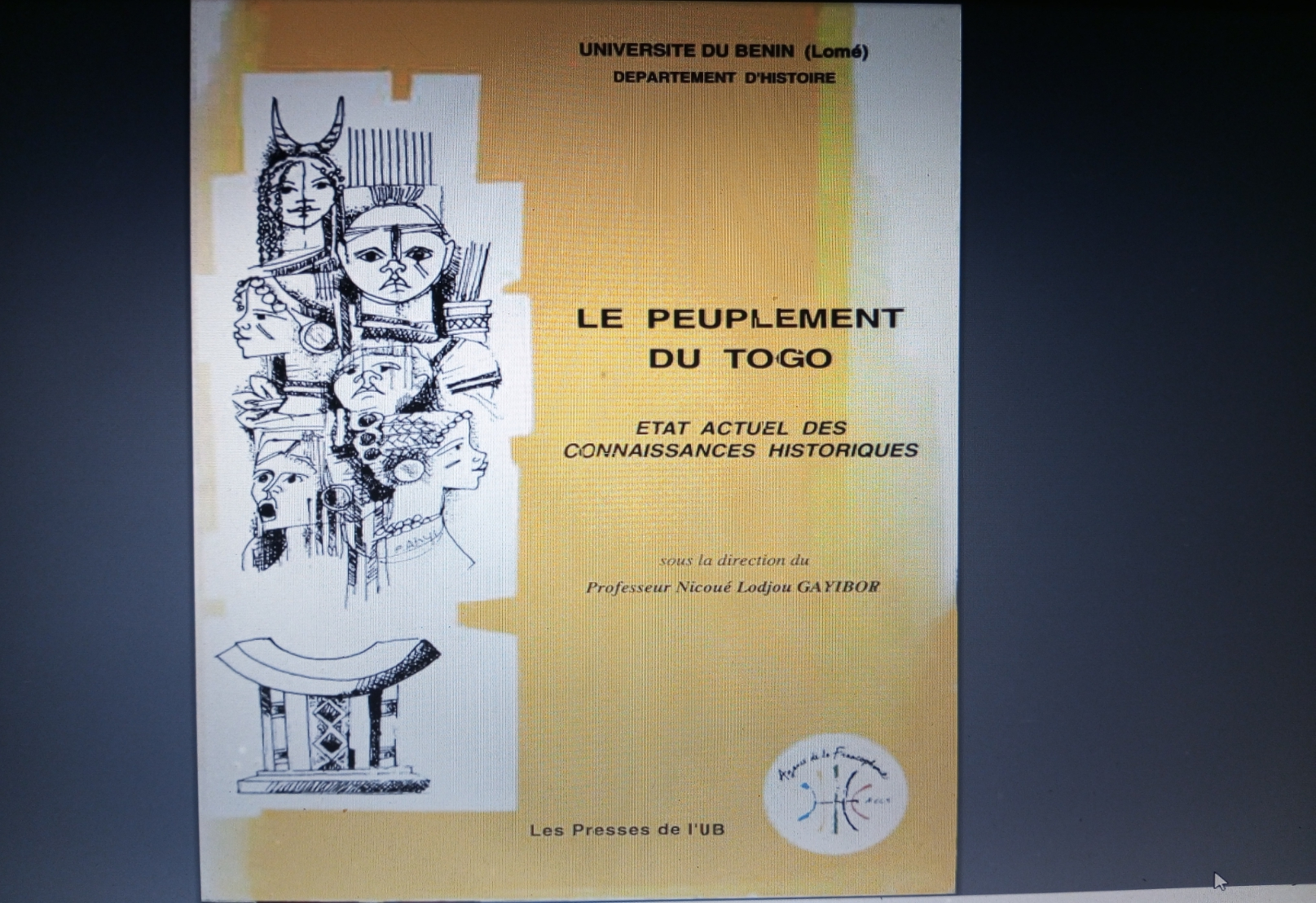

Le Togo est constitué de plusieurs peuples ou ethnies venus de divers horizons. Il y a un eu un mélange de cultures, de mœurs et de coutumes dans son histoire.

## Géographie
Le togo, en français : Togo (avec T majuscule), est un pays d'Afrique de l'ouest sub-saharienne faisant frontière avec, le Burkina-Faso au nord, le Bénin à l'est, le Ghana à l'ouest et bordé au sud par l'Océan Atlantique. il est situé à 8°32′31,20″ de latitude Nord et  0°49′55,20″ de longitude Est. Sa superficie est 56600 km2 et une population de 8,095,498 en novembre 2023[réf. à confirmer]

## Historique
Le Togo est peuplé par des ethnies très variées. On trouve environ 50 langues, dont l'éwé (21 %), kabyè (14,7 %), ouatchi (10,0 %), mina (5,8 %), tem (5,8 %), moba (5,4 %), gourmantché (3,5 %), lama (3,3 %), akposso (2,7 %), adja (2,7 %), bassar ou ntcham (2,3 %), nawdum (2,2 %), ifè (1,8 %), yorouba (1,4 %), peul (1,3 %), etc. Malgré cette grande variété d'ethnies, deux langues (Éwé et Kabyè) ont été choisies pour être les langues nationales. Le Togo renferme une grande variété de danses et fêtes traditionnelles, d'artistes, etc.

## Symboles du Togo
- Armoiries du Togo (1962)
- Drapeau du Togo (1960)

### Hymne national
- Terre de nos aïeux[5], chanté de 1960 à 1979
- Hymne du Rassemblement du peuple togolais chanté de 1979 à 1992
- Terre de nos aïeux[5], chanté de 1992 à nos jours

### Devise
Travail - Liberté - Patrie

## Langues, peuples, cultures

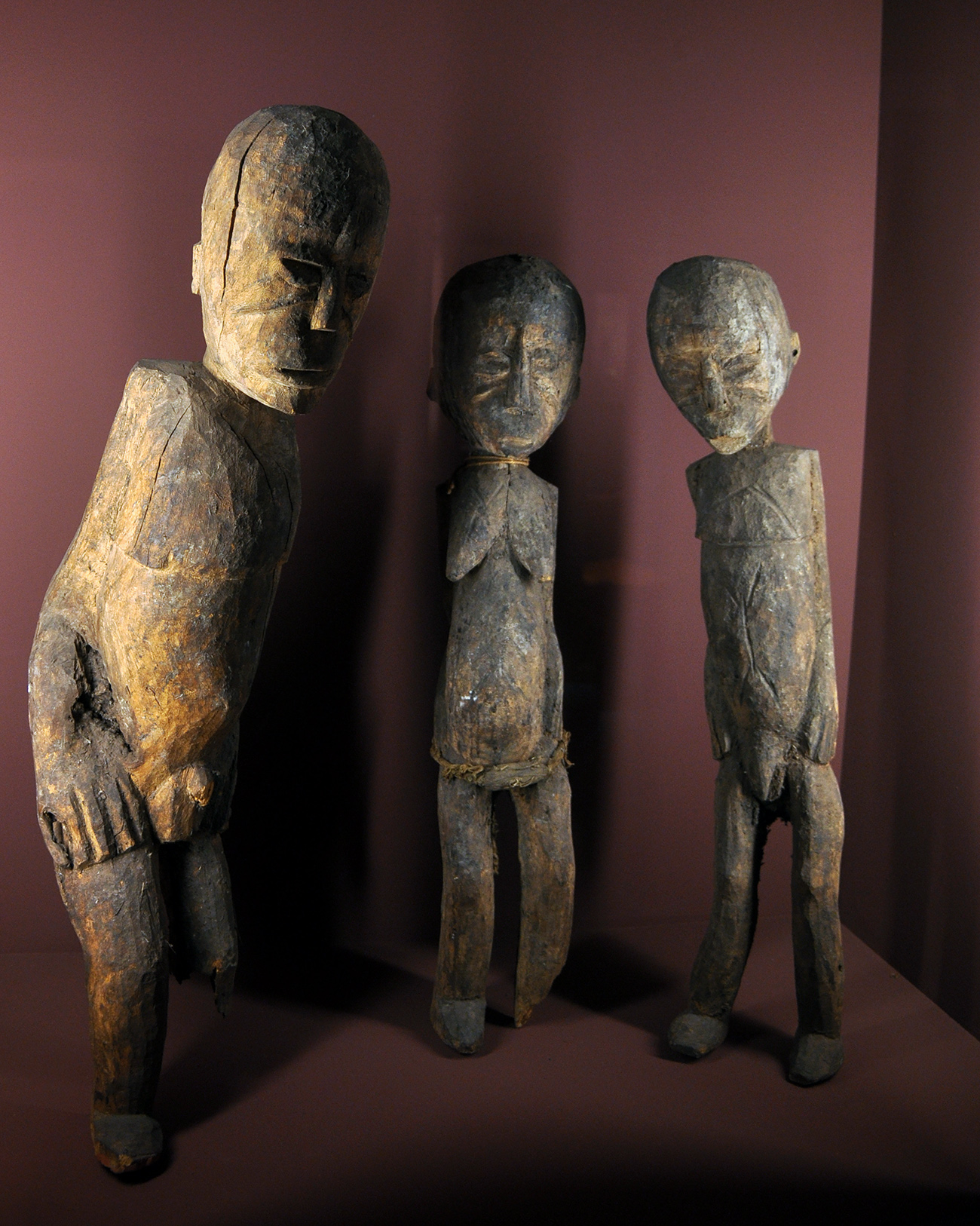
Statues kabiyé

### Langues
La langue officielle du Togo est le français. Les deux langues nationales « protégées » sont l'éwé (21 %) et le kabyè (14,7 %), cette reconnaissance ayant été en principe adoptée en 1975. Il existe d'autres langues, dont le ouatchi, le mina, le moba, le peu et le tem, qui servent de langue véhiculaire dans certaines régions du pays. La quasi-totalité des langues togolaises parlées appartient à la famille nigéro-congolaise, dont le groupe kwa (comme l'éwé), le  groupe gur (comme le kabyè), le groupe mandingue et le groupe ouest-atlantique (le peul). Les langues kwa (au sud) et gur (au nord) représentent à elles seules plus de 90 % des langues parlées au Togo.
Les langues kwa se subdivisent en deux sous-groupes: gbé et agnibaoulé.  Les langues du sous-groupe gbé sont l'éwé, le kwasi, le kwin, l'aja, le fon, l'enlo, parlées par environ la moitié de la population. Quant aux langues gur, elles se subdivisent en langues lama, où l'on retrouve le kabyè et le tem, ainsi que le lamda, parlées au total par environ le tiers de la population.  Pour ce qui est du Togo central, les langues importantes sont le kposso, l'higo, le ginyianga , le kékpéké, le gidéré , le yisébé, parlées par moins de 4 % de la population.   
- Langues au Togo
- Langues du Togo
- Francophonie

### Politique linguistique du Togo
La politique linguistique du Togo n'est pas très élaborée, et les textes juridiques sont peu nombreux à ce sujet. Outre la Constitution de 1992, mentionnons la loi no 88-20 (sur l'adaptation et la rénovation de  l'apprentissage), la loi no 88-16 modifiant la loi no 83-20 du 20 juin 1993, le décret no 90-68/PR sur le Fonds national  d'apprentissage, de formation et de perfectionnement professionnels et l'arrêté no 89/014/ portant création d'un Comité de coordination des activités sur les langues nationales (CCALN) du ministère de l'Enseignement  technique, de la Formation professionnelle et de l'Artisanat (METFPA) et le décret no 68-195 du 11-11-68 portant création du Comité national d'alphabétisation.

### Statut des langues
La Constitution de 1992, qui déclare que « la langue officielle de la République togolaise est le français », ne fait aucune mention des langues nationales. Les écoles expérimentales issues de la réforme de 1975 ont été abandonnées. L'alphabétisation dans les langues nationales est demeurée inachevée, même si elle se poursuit aujourd'hui. Cependant, le français demeure obligatoire pour pouvoir lire, car il n'existe que peu de textes ou de documents écrits dans ces langues. Bref, les langues nationales sont confinées à l'oral et évoluent à la périphérie dans les espaces de communication du pays, le français occupant toute la place dans un tel système. Autrement dit, la politique linguistique togolaise est avant tout une «politique d'accommodement» plutôt qu'une politique globale intégrant toutes les langues.  
Le français, en tant que langue officielle, est utilisé principalement dans le domaine politique (Exécutif, Parlement, etc.), dans l’administration, l'éducation, les médias et le commerce. Il faut comprendre que la politique linguistique à l'égard du français en est une de non-intervention. Elle consiste à perpétuer les pratiques utilisées par l'ancien colonisateur.

### Langues de la législation et de la justice
À l'Assemblée nationale, les lois sont rédigées et promulguées seulement en français; les débats se déroulent en français, même s'il n'est pas interdit d'employer l'éwé ou le kabyè. Le   Règlement intérieur de l'Assemblée Nationale (2007) ne mentionne aucune langue et n'en interdit aucune.
L'article 283 prévoit qu'un prévenu sourd-muet et qui ne sait pas écrire doit être assisté d'un interprète.

### Langue de l'administration
Dans l’Administration publique, les langues togolaises sont employées dans les communications orales avec les fonctionnaires parlant la ou les mêmes langues, mais cette pratique ne constitue pas un droit. Puisque le français est la langue de l’État, c’est cette dernière langue qui obtient ce droit d’être utilisé. Toutefois, des documents peuvent occasionnellement bénéficier d'une version dans certaines langues nationales (éwé et kabyè).

### Organisme linguistiques
Le Togo a créé un certain nombre d'organismes linguistiques, dont le Centre international de recherche et d’étude de langues, l'Institut des langues au Togo, la Commission d'études de création de l'institut des langues au Togo et la Commission nationale de la Francophonie.
Le Centre international de recherche et d’étude de langues a été créé par décret en 1968. Il est sous la responsabilité du ministère de l’Enseignement Supérieur et de la Recherche du Togo. Cet organisme assure principalement l’enseignement du français langue étrangère (FLE), la recherche dans l’étude des langues, les cours d’anglais et la formation professionnelle. En 1989, le décret no 89-46 PR du 16 mars 1989 portant création et statuts du Centre de recherches et d'études de langues : «village du Bénin» a précisé ce qui suit:
Cet organisme, également appelé «village du Bénin», a évolué pour offrir des stages d'été et des sessions de recyclage aux enseignants, le tout pour faciliter l'apprentissage des langues, principalement le français, mais aussi l'anglais, l'allemand, l'arabe et le chinois, ainsi qu'un programme d'enseignement des langues nationales togolaises.

## Peuples ou ethnies du Togo
On compte plus d'une cinquantaine d'ethnies différentes, dont aucune n’est majoritaire, mais les Éwés (prononcé [évé] au sud et les Kabyès au nord sont les plus représentés. Dans le Sud, vivent les ethnies du groupe kwa, notamment les Éwés (21 %) et les Ouatchis (10 %). Dans le Centre et le Nord, moins peuplés, vivent des ethnies du groupe gur, dont les Kabyès (14,7 %). Aux deux grands foyers démographiques, celui des Kabyès-Losso au nord, celui des Éwés, des Minas et des Ouatchis au sud, s'ajoute une quarantaine de groupes différents; les deux noyaux de peuplement sont séparés par des régions centrales peu occupées. Dans l’extrême nord (Savanes), les Tamberma comptent parmi les plus anciennes populations du pays. Comme au Bénin, on trouve sur la côte des descendants d’anciens esclaves revenus du Brésil et portant des noms portugais,.

### Proportion des populations
| Ethnies            | Population | Pourcentage | Langue          | Affiliation linguistique  |
| ------------------ | ---------- | ----------- | --------------- | ------------------------- |
| Éwé                | 1 477 000  | 21,0 %      | éwé             | famille nigéro-congolaise |
| Kabyè              | 1 032 000  | 14,7 %      | kabyè           | famille nigéro-congolaise |
| Ouatchi            | 740 000    | 10,0 %      | gbé (ouatchi)   | famille nigéro-congolaise |
| Mina (Gin)         | 413 000    | 5,8 %       | gin ou mina     | famille nigéro-congolaise |
| Tem (Kotokoli)     | 408 000    | 5,8 %       | tem             | famille nigéro-congolaise |
| Moba               | 379 000    | 5,4 %       | moba (ben)      | famille nigéro-congolaise |
| Gourma             | 248 000    | 3,5 %       | gourmantché     | famille nigéro-congolaise |
| Lama               | 235 000    | 3,3 %       | lama            | famille nigéro-congolaise |
| Akposso            | 196 000    | 2,7 %       | ikposso         | famille nigéro-congolaise |
| Adja               | 190 000    | 2,7 %       | aja             | famille nigéro-congolaise |
| Bassar (Ntcham)    | 166 000    | 2,3 %       | bassar (ntcham) | famille nigéro-congolaise |
| Nawdum             | 161 000    | 2,2 %       | nawdum          | famille nigéro-congolaise |
| ifè                | 129 000    | 1,8 %       | ifè             | famille nigéro-congolaise |
| Yoruba             | 105 000    | 1,4 %       | yorouba         | famille nigéro-congolaise |
| Peuls (Fulfuldé)   | 95 000     | 1,3 %       | peul (fulfuldé) | famille nigéro-congolaise |
| Konkomba           | 87 000     | 1,2 %       | Konkomba        | famille nigéro-congolaise |
| Anoufo             | 73 000     | 1,0 %       | anoufo          | famille nigéro-congolaise |
| Kébou (akébou)     | 71 000     | 1,0 %       | kébou           | famille nigéro-congolaise |
| Akan, Ashanti, Twi | 70 000     | 1,0 %       | akan            | famille nigéro-congolaise |
| Fon                | 61 000     | 0,8 %       | fon             | famille nigéro-congolaise |
| Akasselem          | 60 000     | 0,8 %       | akaselem        | famille nigéro-congolaise |
| Gangam             | 58 000     | 0,8 %       | ngangam         | famille nigéro-congolaise |
| Kambolé            | 51 000     | 0,7 %       | kambolé         | famille nigéro-congolaise |
| Gbé                | 44 000     | 0,6 %       | gbé (maxi)      | famille nigéro-congolaise |
| Ga (Amina)         | 42 000     | 0,5 %       | ga              | famille nigéro-congolaise |
| Tamberma           | 40 000     | 0,5 %       | ditammari       | famille nigéro-congolaise |
| Mossi              | 34 000     | 0,4 %       | mossi (mooré)   | famille nigéro-congolaise |
| Xwla               | 27 000     | 0,3 %       | gbé (xwla)      | famille nigéro-congolaise |
| Bariba             | 21 000     | 0,2 %       | baatonum        | famille nigéro-congolaise |
| Lolo, Adele        | 20 000     | 0,2 %       | adele           | famille nigéro-congolaise |
| Haoussa            | 19 000     | 0,2 %       | haoussa         | famille chamito-sémitique |
| Lukpa              | 18 000     | 0,2 %       | lukpa           | famille nigéro-congolaise |
| Waama, Yoabu       | 18 000     | 0,2 %       | waama           | famille nigéro-congolaise |
| Anyanga            | 17 000     | 0,2 %       | ginyanga        | famille nigéro-congolaise |
| Anii               | 16 000     | 0,2 %       | anii            | famille nigéro-congolaise |
| Kusasi             | 14 000     | 0,1 %       | kusaal          | famille nigéro-congolaise |
| Mamprusi           | 14 000     | 0,1 %       | mampruli        | famille nigéro-congolaise |
| Bago-Koussountou   | 11 000     | 0,1 %       | bago-kusuntu    | famille nigéro-congolaise |
| Dagomba            | 11 000     | 0,1 %       | dagbani         | famille nigéro-congolaise |
| Bogo, Ahlon        | 9 500      | 0,1 %       | igo             | famille nigéro-congolaise |
| Hwe                | 8 100      | 0,1 %       | aja             | famille nigéro-congolaise |
| Ntrubo             | 7 700      | 0,1 %       | delo            | famille nigéro-congolaise |
| Arabes libanais    | 7 100      | 0,1 %       | arabe libanais  | famille chamito-sémitique |
| Buem, Lelemi       | 7 000      | 0,1 %       | lelemi          | famille nigéro-congolaise |
| Français           | 5 400      | 0,0 %       | français        | langue romane             |
| Bissa              | 5 200      | 0,0 %       | bissa           | famille nigéro-congolaise |
| Kpessi             | 5 100      | 0,0 %       | kpessi          | famille nigéro-congolaise |
| Krache             | 4 900      | 0,0 %       | krache          | famille nigéro-congolaise |
| Créoles togolais   | 3 500      | 0,0 %       | pidgin          | pidgin                    |
| Piyobe             | 3 000      | 0,0 %       | miyobe          | famille nigéro-congolaise |
| Métis              | 2 800      | 0,0 %       | allemand        | langue germanique         |
| Adan, Adangbe      | 2 500      | 0,0 %       | adangbe         | famille nigéro-congolaise |
| Woudou             | 2 200      | 0,0 %       | woudou          | famille nigéro-congolaise |
| Autres             | 62 000     | 0,8 %       |                 |                           |
| Total 2014         | 7 007 000  | 100%        |                 |                           |

Les groupes numériquement les plus importants, ceux comptant plus de 100 000 locuteurs, totalisent 5,8 millions de personnes, soit 83 % de la population togolaise: Éwé, Kabyè, Ouatchi, Mina, Tem (Kotokoli), Moba, Gourma, Lama, Akposso, Aja, Bassar (Ntcham), Nawdm, Kotafon, Ifè et Yorouba. Toutes les ethnies peuvent être regroupées en cinq grands groupes : les Adja-Ewé (44 %), les Kabyè-Tem (26,7 %), les Para-Gourma (16,1%), les Akposso-Akébou (4 %) et les Ana-Ifé (3,3 %).

### Diaspora togolaise
- Diaspora togolaise (en)
- Diaspora togolaise en France (en) (estimée à 12 850), Noirs de France
- Américains d'ascendance togolaise (environ 2 000 en 2020)

## Religions
Les différentes religions du pays sont :
- l'animisme pratiqué par 33 % de la population,
- le catholicisme (47 %),
- l'islam (18 %)
- le protestantisme (15 %).[réf. nécessaire]

### Situation des différentes religions au Togo en 2020
D'après un recoupement des sources :
- Christianisme (40-49 %)
  - Église catholique du Togo (en) (environ 1 500 000 de fidèles, 20-25 %)[13], Archidiocèse de Lomé, diocèses catholiques au Togo
    - Conférence épiscopale du Togo, Conférence épiscopale régionale de l'Afrique de l'Ouest (2012)
    - Abbaye de l'Ascension (1961), Prieuré conventuel d'Agbang (en) (1985),

  - Sainte Église Internationale du Christ (en) (1947), Église africaine indépendante (Nigeria),
  - Église évangélique presbytérienne du Togo (en) (>200 000 membres, EEPT), anciennement Église évangélique Ewe (de) (1922)
  - Église de Jésus-Christ des Saints des Derniers Jours au Togo (5 320 membres en 2019),
- Religions traditionnelles africaines (33-51 %) (32,43 % en 2020) : 
  - Religion yoruba, Gèlèdé ;
  - Animisme;
  - Fétichisme, Marché des féticheurs (Lomé);
  - Vaudou, Mawu (vaudou), Mami Wata, Lisa (dieu), Liste des esprits dans le vaudou (de) ;
  - Sakpata ;
  - Tchitcherik, statue d'ancêtres du peuple Moba) ;
  - Esclavage rituel (en) (trokosi) ;
  - Prêtre féticheur (en).
- Islam au Togo (5-10 %)
- Hindouisme au Togo (80 000 fidèles en 2022 (estimation), soit 1 %)
- Bahaïsme (0,54 % en 2020, soit environ 40 000 adeptes)
- Irreligion au Togo (0,23 % en 2020, soit environ 20 000)

### Fêtes
| Date         | Nom                            | Remarques                                                  |
| ------------ | ------------------------------ | ---------------------------------------------------------- |
| 1er janvier  | Jour de l'an                   | Début d'une nouvelle année                                 |
| 27 avril     | Fête de l'indépendance         | Fête Nationale                                             |
| 1er mai      | Fête internationale du travail | En mémoire de la lutte pour le droit des travailleurs      |
| 21 juin      | Jour des martyrs               | Hommage aux personnes qui ont versé leur sang pour le Togo |
| 15 août      | Assomption                     | Montée de la Vierge Marie au ciel                          |
| 1er novembre | Toussaint                      | Fête des Saints                                            |
| 25 décembre  | Noël                           | Naissance de Jésus-Christ                                  |

Fêtes religieuses mobiles: Lundi de Pâques, Ascension, Pentecôte, fin du Ramadan, Aïd el-Fitr.

#### Fêtes locales non fériées
Ces jours de fêtes ne sont pas chômés au niveau national, mais seulement localement.
| Date      | Nom                        | Description                                                                          |
| --------- | -------------------------- | ------------------------------------------------------------------------------------ |
| Janvier   | Kamaka                     | fête traditionnelle des Tem d'Assoli,                                                |
| Janvier   | Godogbe za                 | Fête de retrouvaille à Gblinkomegan                                                  |
| Février   | Tislim-Lifoni Oboudam      | fête des moissons dans la Kéran                                                      |
| Mars      | Gadao                      | fête des moissons des Tem de Tchaoudjo                                               |
| Avril     | Kurubi                     | fête religieuse des jeunes filles de l'Oti                                           |
| Juillet   | Evala                      | fête d'initiation : lutte en pays Kabyè (mi-juillet)                                 |
| Août      | Akpema                     | fête d'initiation de jeunes filles en pays Kabyè (fin août)                          |
| Août      | Dunenyo Zã                 | fête Traditionnelle de Dokplala                                                      |
|           | Dzawuwu-Za                 | fête des moissons des Ewé                                                            |
|           | Hogbeza                    | fête traditionnelle des Ewé de Yoto                                                  |
|           | Gbagba-Zã                  | fête Traditionnelle des Ewé d'Agou                                                   |
|           | Sintou-Djandjaagou         | fête historique des Nawdeba et Lamba de Doufelgou                                    |
|           | Ayiza                      | fête du haricot dans le Zio                                                          |
|           | Odon-Tsu                   | fête des moissons dans l'Ogou                                                        |
|           | Kilikpo                    | fête des moissons à Tchamba                                                          |
| Septembre | Agbogbo-Za                 | fête de la diaspora Ewé à Notsè,                                                     |
| D'pontr   | fête des moissons à Bassar |                                                                                      |
|           | Adzinuku-za                | fête des moissons à Vogan                                                            |
|           | Epe-Ekpe                   | fête du nouvel an des Guen à Aného,                                                  |
| Novembre  | Sinkaring                  | fête d'initiation des Kabyè de la Binah                                              |
| Décembre  | Habye                      | fête religieuse des Kabyè de la Kozah (fête mobile : tous les trois ans et cinq ans) |
|           | Ovazu                      | fête des moissons en pays Akposso-Akébou                                             |
|           | Tingban-Pab                | fête des moissons des Moba de Tône                                                   |

## Éducation
- Éducation au Togo
- Enseignement supérieur au Togo
- Liste des universités au Togo (en)
- École africaine des métiers de l'architecture et de l'urbanisme (EAMAU)
- Liste des pays par taux d'alphabétisation, Liste des pays par IDH

### Droit
- Droit togolais
- Droits LGBT au Togo
- Droits de l'homme au Togo
- Traite d'êtres humains au Togo
- Prostitution au Togo
- Rapport Togo 2016-2017 d'Amnesty International

### État
- Histoire du Togo
- Politique au Togo

## Arts de la table

### Cuisine
Les Togolais sont surtout friands de la pâte et du fufu ou foufou, qui font partie de leur alimentation de base. La cuisine togolaise, bien que peu connue, est très diversifiée. Le fufu est une préparation à base d'ignames. Les ignames sont épluchés et ensuite bouillis. Une fois hors du feu, ils sont pilés à l'aide du mortier et du pilon. Depuis une togolais créer un appareil (FoufouMix) qui permet de faire du fufu Le fufu est accompagné d'une sauce crème ou de noix de palme. Il existe une grande variété de plats au Togo.

### Boisson

#### Boissons traditionnelles
- Sodabi, boisson alcoolisée à base de vin de palme fermentée et distillée,
- Déha[23], vin de palme,
- Lossomissine : bière de sorgho
- Tchoukoutou, bière de mil ou de sorgho avec une teneur en alcool supérieure au Lossomissine,
- Tchapalo, bière de sorgho avec une teneur en alcool supérieure au Tchoukoutou.

#### Boissons de la brasserie du Bénin
- Eau
- Pompom, jus de pomme gazeux,
- Cocktail de fruits, jus de fruits gazeux,
- Malta, boisson gazeuse et sucrée à texture caramélisée,
- Sport actif, remplaçant le Bitter Lemon gazeux,
- Pamplemous, boisson gazeuse,
- Lager, bière blonde,
- Flag, bière blonde, togolaise, plus fruitée, brassée sous licence,
- Awooyo, bière brune, comme le matla,
- Coca Cola, Fanta et Sprite, produits au Togo, sous licence.

## Sports
- Voir les catégories Sportifs togolais et Sportives togolaises.

Le Togo participe aux Jeux olympiques, aux Jeux paralympiques, aux Jeux de la francophonie et aux Jeux africains : Comité national olympique togolais, Togo aux Jeux paralympiques d'été de 2016.
Autres activités sportives :
- Athlétisme, basket-ball, cyclisme, escrime, football, golf, kayak, tennis...
- Fédération togolaise de football
- Fédération togolaise des échecs
- Cheval au Togo
- jeu de stratégie : awalé, adito adji
- pêche traditionnelle en haute mer
- randonnée...

## Artisanats
Dans le domaine de l'artisanat, il existe plusieurs métiers que les Togolais exercent : 
- Textiles[24] (Art textile, Arts textiles, Fibre, Fibre textile, Design textile, Mode, Costume, Vêtement, Confection de vêtement, Stylisme, Technique de transformation textile, Tissage, Broderie, Couture, Tricot, Dentelle, Tapisserie, etc.)
- Cuir (Maroquinerie, Cordonnerie, Fourrure)
- Papier (Papier, Imprimerie, Techniques papetières et graphiques, Enluminure, Graphisme, Arts graphiques, Design numérique)
- Bois (Travail du bois, Boiserie, Menuiserie, Ébénisterie, Marqueterie, Gravure sur bois, Sculpture sur bois, Ameublement, Lutherie, Masques, Statuettes[25],[26],[27])
- Métal (Métal, Sept métaux, Ferronnerie, Armurerie, Fonderie, Dinanderie, Dorure, Chalcographie)
- Poterie, céramique, faïence (Mosaïque, Poterie, Céramique, Terre cuite, Poterie togolaise traditionnelle[24], Céramique d'Afrique subsaharienne)
- Verrerie d'art (Art verrier, Verre, Vitrail, Miroiterie)
- Joaillerie, bijouterie, orfèvrerie (Lapidaire, Bijouterie, Horlogerie, Joaillerie, Orfèvrerie)
- Espace (Architecture intérieure, Décoration, Éclairage, Scénographie, Marbrerie, Mosaïque, Jardin, Paysagisme)

## Artistes
- Paul Ahyi (1930-2010) Paul Ahyi, artiste multidisciplinaire togolais
- Kossi Aguessy,  designer industriel et artiste contemporain
- Sokey Edorh,  artiste plasticien.
- Jimi Hope, artiste chanteur, peintre et sculpteur (1956-2019)
- Kokou Ekouagou, artiste plasticien

## Médias
Toutes les langues togolaises ont droit de cité dans les médias et beaucoup d'entre elles sont effectivement utilisées, surtout à la radio. La loi no 90-025 du 30 novembre 1990 sur la presse a favorisé l'apparition de la presse indépendante. Aujourd'hui, l'espace médiatique est de plus en plus libéralisé avec plusieurs titres, bien que certains aient une existence éphémère et paraissent de façon irrégulière au gré de leurs ressources financières et de leur propriétaire.
En 2009, le classement mondial sur la liberté de la presse établi chaque année par Reporters sans frontières situe le Togo au 62e rang sur 175 pays. Une « situation plutôt bonne » y a été observée.
- Agence togolaise de presse
- Société des postes du Togo

### Presse écrite
Le quotidien gouvernemental est Togo Presse. La presse d'opposition est représentée par La Tribune des Démocrates, bihebdomadaire. La plupart des autres titres sont hebdomadaires, bimensuels ou mensuels. Parmi ceux-ci, on peut noter Crocodile, Forum Hebdo, Carrefour, L'Éveil du peuple, Kpakpa Désenchanté (journal satirique), proches des partis d'opposition; ainsi que Le Patriote, Le Démocrate, Le Dérangeur, proches du président. Le premier quotidien privé indépendant du Togo, Les Échos du matin a commencé à paraître en janvier 2000. Ainsi, la presse écrite est très massivement francophone.
Sur 85 titres, le français est omniprésent. La presse nationale, Togo Presse, utilise le français, l'anglais, l'éwé et le kabyè. Si le français est présent dans 100 % des titres, soit 85/85, l'anglais, l'éwé et le kabyè ne sont présents chacun que dans 1,02 % des titres, soit 1/85.

### Presse en ligne
- Presse togolaise en ligne sur le site republicoftogo
- Étienne Damome, Lomé : presse d'opinion !, article, 2005
- Appréciation de l'environnement médiatique par rsf.org
- Liberté de la presse au Togo, selon civicus.org

### Télévision
- LCF (télévision) (2008), chaîne privée
- Télévision togolaise (envisagée en 1969, réalisée en 1973), chaîne publique, longtemps unique
- TV7[30],[31]
- TV2[32],[33]
- Télé Sport[34],[35]
- RTDS[36],[37]
- New World Tv[38]
- TV Spes[39],[40]

### Internet
- .tg
- togocom.tg

## Littérature
- Archives nationales du Togo
- Littérature du Togo

La littérature togolaise évolue sur plusieurs plans : le conte (lié à la littérature orale traditionnelle), la littérature contemporaine qui traite plutôt des problèmes actuels du Togo et de l'Afrique en général, à l'instar d'une nouvelle vague apparue dans les années 1980, à travers le théâtre. Dans l'histoire de la littérature togolaise, c'est à partir de 1990 qu'une nouvelle génération d'écrivains a commencé vraiment à émerger. Cette nouvelle génération d'auteurs, qui avaient choisi le théâtre comme principal moyen d'expression, était pour la plupart des contestataires des régimes d'après les pères de l'indépendance. Parce qu'ils sont nés sous ces régimes, ils les dénoncent comme oppresseurs des libertés. Parce qu'ils ont l'art et le don de l'écriture théâtrale, ils les tournent en dérision. Sami Tchak forme avec Kangni Alem, lauréat de l'édition 2003 du grand prix de littérature d'Afrique noire et fondateur de l'Atelier-Théâtre de Lomé (ATL), Josué Kossi Efoui, auteur de La Malaventure et de La Polka et grand prix en 1989 du Concours théâtral interafricain pour sa pièce Le Carrefour, sans oublier Komlan Sélom Gbanou, Théo Ananissoh, Richard Lakpassa et tant d'autres, la sève vivifiante de la littérature togolaise.
Les auteurs en devenir recourent à un style plus poétique, moins acerbe que celui de leurs aînés, mais toujours aussi actuel. Pour la plupart, ils écrivent pour le théâtre. Ils s'appellent Gustave Akakpo, Léonard Yakanou, Assem Koffivi ou Amadou Kourouma. Ils sont publiés chez différents éditeurs, L'Harmattan, Lansmann. La plupart travaillent en collaboration avec des associations d'échanges culturels ou des chantiers d'écriture qui leur permettent de se faire connaître et de se faire éditer (Etonnants Voyageurs, Écritures vagabondes, Récréatrales, Escale des écritures).
- Liste d'écrivains togolais
- Félix Couchoro (1900-1968)
- Grand prix littéraire d'Afrique noire depuis 1961
- Prix Tchicaya U Tam'si pour la poésie africaine depuis 1989

## Peinture et arts graphiques
L'art au Togo est le fruit de contingences toutes particulières : tout d'abord politiquement le régime a imposé pendant plus de 35 ans une censure dans les milieux intellectuels ; par ailleurs, par des raisons géographiques et historiques (route du sel, accès vers les pays enclavés du Sahel, colonisation allemande puis française...), le Togo a toujours été à la confluence de nombreuses cultures. Ceci a entraîné l'éclosion d'un art contemporain " primitif " ou " ethnique ".
Depuis quelques années, celui-ci sort de son anonymat.
Certains artistes se voient offrir des contrats (Comar à Bordeaux, Tafa aux États-Unis...) où certaines de leurs œuvres sont acquises par des institutions publiques et parapubliques (Sokey Edorh au Lehmbruck Museum de Duisburg en Allemagne, Papisko à la mairie de Marne-la-Vallée, Larry Otoo par l'Unicef, Kossi Assou par Handicap international, Wiz Kudowor par l'Afro American Museum de Dallas aux États-Unis, ou encore des fresques à Osaka au Japon...).
Ainsi, parmi une grande variété d'artistes : 
- Graveurs togolais
- Sculpteurs togolais
- Peintres togolais
- Kossi Aguessy (1977-)
- Emmanuel Kavi (1970-)

## Architecture
L'architecture coloniale a été inspirée par trois styles architecturaux . Le plus ancien d'entre eux est une transposition de l'architecture coloniale européenne. Le second style présent est le « style Porto-Novo » dérivé du baroque portugais du Brésil. Enfin certains bâtiments sont un héritage du style néo-classique anglais inspiré du Ghana voisin.
- Palais de Lomé
- Bibliothèque nationale du Togo
- Cathédrales au Togo
- Liste nationale d'inventaire des biens culturels du Togo

Mise à part les bâtiments coloniaux le Togo dispose aussi d'un style architecturale : l'Architecture traditionnelle, dont un exemple est la takyiènta, maison-tour traditionnelle des Batammariba.

## Arts du spectacle
Au Togo il n'existe pratiquement pas de salle de spectacle. L'Institut français et le Goethe Institut de Lomé, participent à la promotion des arts de scène. Ainsi de nos jours des associations soutiennent le développement des artistes dans le domaine des  arts et spectacles en ajoutant à Goethe institut et l'Institut français de Lomé quelques salle de spectacles pour émerveiller le public togolais.

## Musique
Bien que la musique togolaise soit mal connue en Europe, sauf des spécialistes, elle compte de grands noms. La reine Bella Bello fut la gloire de tout un peuple dans les années 1970. Aujourd'hui, Fifi Rafiatou à la voix ensorcelante, Afia Mala de Vogan, Monia Tchangai ou Nimon Toki Lala de la région de Kara ont repris fièrement le flambeau. Agboti Yao Mawnéna a su remettre au jour un rythme du Pays éwé, le sogo. Dans les années 1990, en pleine période de répression, il a chanté Ablodé gbadza, ce qui signifie « indépendance totale » et qui lui a valu jusqu'à aujourd'hui l'exil au Ghana voisin.
L'artiste peintre Jimi Hope fut un des tout premiers rock singers d'Afrique. Ses textes un tantinet codés reflètent la nostalgie et l'amertume de tout un peuple réprimé. Lui aussi a dû un temps se réfugier au Ghana, où il a pu enregistrer ses disques.
Aujourd'hui, la fine fleur de la musique togolaise est représentée par Papavi King Mensah, consacré lauréat du Festival « Cora 2000 » de Sun City en Afrique du Sud. Originaire du sud-est du Togo, il a modernisé des rythmes issus du terroir. Le R'n'B est représenté par Ras Lee, Small Popi, Woézépé, Woédi, Djanta Kan ...
Cela dit, comme dans tous les pays voisins, le Togo est traversé par tous les rythmes devenus quasiment universels, tels que le zouk, le soukouss, le mapuka, le décalé-coupé, le zuglu et autres reggaes, ainsi que le gospel. La musique togolaise est diversifiée de par les nouvelles tendances que les artistes chanteurs ont adoptées et continuent d'adopter.
Les groupes et artistes les plus récents influencés par les nouveaux styles internationaux sont ceux de Djanta Kan (hip-hop mélangé à des mélodies traditionnelles), Assou & Sevi (zouk togolais), Eric MC, Small Poppy (rap en langue vernaculaire). Kossi Akpovi était le grand représentant de la kora en Afrique, reconnu internationalement. Ce maître de la kora fabriquait lui-même ses instruments et participait régulièrement aux festivals internationaux (Nuits métisses à Marseille). Joe Coo officie à la guitare, à la voix et aux percussions, dans un style qui met la tradition en valeur.
- Musique du Togo
- Musiciens togolais

## Danse
Il existe au Togo deux écoles de danse contemporaine où se retrouvent les influences du jazz et de la danse traditionnelle. Elles sont très inspirées par les chorégraphes africains du moment : Germaine Acogny, Irène Tassembedo, Opiyo Okach, Henri Motra, Kofi Ettoh, Urbain Dossou Yovo (troupe Ziguidi). La troupe Ziguidi propose le ballet de danse traditionnelle le plus connu au Togo qui tourne en Europe et en Afrique.

### Quelques danses traditionnelles
La tradition s'exprime aussi au travers de la danse : danses So, danse Habyé et Tchemou. Toutes les trois sont des témoignages encore vivants de la richesse de la culture Kabyé. Du côté de Bassar on retrouve aussi quelques très belles danses traditionnelles telles que la danse du feu, des féticheurs ou des vierges.
Danses So. Les danses So sont organisées afin de rendre hommage aux morts décédés après l'âge de 70 ans. Traditionnellement, les fils du défunt préparaient le tchouk alors que les beaux-frères apportaient dans la maison de la femme le motié composé d'un bélier, de la pâte de mil et de la pâte préparée à l'huile rouge sur laquelle reposait une pintade. Ces danses, qui commémorent les ancêtres disparus, sont accompagnées de groupes traditionnels jouant du tambour et d'une sorte de castagnettes.
Danse Habyé. La danse Habyé est une danse exprimant plus la puissance et la bravoure. Elle se déroule au moment du retour de la retraite en brousse des initiés qui accèdent ainsi à la classe guerrière des Kondana. Cette danse des sorciers a lieu tous les cinq ans. Au cours de cette danse, les hommes mangent des serpents, des crapauds ou démontrent toute leur puissance en grimpant aux arbres la tête vers le bas.
Danse Tchemou. La danse Tchemou est organisée par les maris afin de célébrer la troisième naissance dans la famille.
Danse Tibole. Danse des féticheurs, région de Bassar.
Danse Krounima. Danse des vierges, région de Bassar.
Danses togolaises traditionnelles,,

## Théâtre
Les bases du théâtre togolais ont été jetées, au début des années 1970, par Senouvo Agbota Zinsou, qui, après avoir animé plusieurs troupes, dont celle de l'université de Lomé, les Étoiles noires, devint le premier directeur de la troupe nationale (On joue la comédie, 1972). Signalons aussi les pièces montées par le Happy Star Concert Band de Lomé.
Après lui, de nouveaux talents ont fleuri. La génération suivante est représentée par Josué Kossi Efoui, Kanyi Alemdjrodo (Chemin de croix, 1990, Nuit de cristal, 1994). Parallèlement à une éclosion d'œuvres dramatiques, des troupes de qualité sont apparues, telles que Zitic, spécialisée dans les spectacles de contes, et la Compagnie du théâtre national de marionnettes animée par Danaye Kanlanfei qui, après avoir été très remarquée en 1979, au festival international de Charleville-Mezières (France), s'est acquis une renommée internationale en se produisant dans de nombreux théâtres européens et africains.
Deux styles de théâtre sont en vogue au Togo. D'abord le théâtre contemporain, qui s'inspire du théâtre européen tout en gardant un caractère africain dans les textes, la mise en scène et le jeu. Des trésors d'imagination sont déployés pour s'adapter au manque de moyens et rendre intéressante une mise en scène en s'inspirant des objets de la vie togolaise. Ensuite, le conte théâtralisé qui met en scène, avec souvent plusieurs personnages, les contes traditionnels. Il intègre également des instruments de musique traditionnels (kora, balafon) qui rythment le récit dans la tradition des griots. Le théâtre de marionnettes est également très créatif.
Quelques compagnies du théâtre contemporain togolais : Alfa Ramses (compagnie Louxor), qui présente aussi des spectacles d'humour en solo, le précurseur du one-man-show à la togolaise. Banissa Méwé (ENAL), défenseur d'une nouvelle mise en scène contemporaine africaine. Gaëtan Noussouglou (Atelier-Théâtre Lomé), une des plus anciennes compagnies togolaises. Quelques jeunes compagnies prometteuses qui sont souvent présentes aux différents festivals en France et en Europe : Amoussa Koriko (Théâtre Assassan du Togo), jeune compagnie qui propose un théâtre de création engagé et une mise en scène évolutive et innovante, Luc (Compagnie Kadam-Kadam), compagnie qui reprend les pièces de la génération précédente en proposant des mises en scène de plus en plus contemporaines, Roger Atikpo (compagnie Aktion), compagnie d'acteurs, conteurs et musiciens qui explore à fond le conte théâtralisé en mélangeant les genres contes d'hier et d'aujourd'hui.
Compagnie Bouam (Adama Bacco). Elle présente des spectacles de marionnettes, inspirés de contes traditionnels et destinés aux enfants.
Compagnie Danaye. Danaye Kanlanfeï sillonne le monde, depuis vingt ans, pour faire découvrir le théâtre de marionnettes du Togo. Il met en scène des contes pour adultes et enfants. Danaye Kanlanfeï vit et travaille au Togo. Après plusieurs années de tournées mondiales avec sa troupe, il crée, en 1995, la maison de la Marionnette où il forme de jeunes marionnettistes et fait la promotion de leurs compagnies pour un développement durable de l'art de la marionnette au Togo et en Afrique. Danaye est également l'initiateur de la Semaine togolaise de la marionnette (Semtoma) qui, depuis 1999, se déroule chaque année pendant la première semaine de mai. Ses marionnettes, créées au fil du temps et de son inspiration avec des calebasses, du bois, du papier, des tissus et des matériaux récupérés, sont de véritables œuvres d'art et sont exposées aujourd'hui dans de grands musées d'Europe. Puissant dans le répertoire traditionnel et dans son imagination, Danaye fait du théâtre de marionnettes un formidable outil de communication, toutes générations confondues. C'est aussi un instrument pédagogique de sensibilisation grâce aux thèmes abordés : l'environnement, la corruption, la démocratie, la vie et la mort, les conflits sociaux et leur résolution, l'exode rural et l'exil... Danaye forme aussi des jeunes issus de familles démunies, en partenariat avec l'association Cora. La compagnie les initie aux arts de la marionnette et du théâtre, leur permettant de s'exprimer dans un cadre professionnel rigoureux. Cora se charge de les scolariser ou de les placer en apprentissage dans divers métiers (couture, coiffure et tresse, mécanique, menuiserie, bâtiment, collection et montage des perles, etc.), permettant ainsi leur réinsertion sociale.
Théâtre Aktion. La compagnie Aktion Théâtre est créée en 1991 par Ahiakpor Koffi " Politicos ". Elle se distingue rapidement par un théâtre de qualité intégrant la musique, la danse et les autres formes d'expression artistique. Sous l'influence de l'actuel directeur, Kodjo, Roger Atikpo (comédien, conteur et koraïste), la compagnie a axé son travail sur le conte théâtralisé et musical depuis quelques années. Une démarche artistique qui renouvelle la tradition orale africaine et fait savourer le conte sur des rythmes traditionnels africains et classiques. Depuis novembre 2004, la compagnie Aktion Théâtre a ouvert un atelier de fabrication et d'initiation aux instruments de musique traditionnelle.
Ensemble artistique de Lomé (ENAL). Depuis 1989, année de sa création, l'ENAL a pris sur lui de donner un nouveau souffle, un nouvel élan au nouveau théâtre africain en œuvrant pour la recherche de nouvelles esthétiques scéniques. L'ENAL affectionne un travail de mosaïque, une sorte d'alliage entre le traditionnel et le moderne. Cet ensemble compte à ce jour une centaine de spectacles de théâtre, de conte et de montages poétiques.
Kadam-Kadam. En 1998, Le théâtre Kadam-Kadam se lance dans une résidence de formation en jeu de l'acteur et en esthétique d'ensemble avec les metteurs en scène togolais Banissa Méwé et Alpha Ramsès, les régisseurs Alain Tométy et Abalo Houngbédzi, le scénographe béninois Hermas Gbaguidi.
Au cours des dix-huit mois de formation sur le jeu du comédien et l'esthétique scénique avec Banissa Méwé, le théâtre Kadam-Kadam est consacré par le jury international au FESTHEF 2000 avec la création : Le Chien royal, deuxième prix. C'est le début des grandes aventures et des grandes explorations scéniques : en 2001, avec une participation du conteur Sanvee Alouwassio, Kadam-Kadam monte Les BouffeCrates, en 2002-2003 Vices Vers Ça ! Grand prix de la fraternité FESTHEF 2003.
- Improvisation théâtrale, Jeu narratif
- Théâtre traditionnel
- Ballet National Théâtre National
- Studio Théâtre d'art[49]
- Festival de Théâtre de la Fraternité (FESTHEF)[50], depuis 1993
- Concert-party[51], Tagoata Apédo-Amah, Théâtres populaires en Afrique. Le cas de la kantata et du concert-party togolais (Awoudy, 2013)
- Dramaturges togolais
- Acteurs de scène togolais
- Marc Agbedjidji et Gustave Akakpo, Si tu sors, je sors (2016)[52]

Sylvie Ndomé Ngilla fait un diagnostic positif pour tout le théâtre africain francophone dans son ouvrage Nouvelles dramaturgies africaines francophones du chaos (2014). Arts de la marionnette au Togo sur le site de l'Union internationale de la marionnette

## Cinéma et fiction télévisuelle
- Cinéma togolais

Les cinéastes togolais connus sont peu nombreux, mais en dépit de leur faible nombre une nouvelle génération de cinéastes peut émerger.

### Histoire
Les Ombres chinoises et La Lanterne magique sont les tout premiers films qui ont été projetés au Togo, vers 1920. Entre 1927 et 1928, apparaît le Kpélébè cinéma, le cinéma payant. Il s'agissait de cinéma muet en provenance de la Gold Coast (actuel Ghana).
En 1972, Jacques (ou Metonou) Do Kokou réalise le premier film togolais, un court-métrage de 30 minutes sur l'exode rural dénommé Kouami qui sera suivi en 1976 de La Lycéenne. Le cinéma connaîtra un véritable succès durant les années 1960-1970 jusque dans les années 1980. Il y a eu jusqu'à dix-sept salles à Lomé.
Dans les années 1990, le Togo accusé de déficit démocratique est sevré des fonds de l'Union européenne et plus particulièrement des fonds d'aide au cinéma du sud offert par l'Agence intergouvernementale de la francophonie. Sur le plan national, peu d'efforts sont consentis afin de mettre en valeur la production nationale qui est concurrencée par les films d'actions hollywoodiens ou chinois très appréciés des populations. Les salles de cinéma sont rares. On trouve par contre beaucoup de petits cinémas locaux où, pour 100 FCFA, l'on s'assoit sur des bancs autour d'un écran ou d'une simple télévision. On y projette des films, mais aussi le sport en direct. Les matchs de football sont toujours très animés, surtout pendant les grandes manifestations comme la Ligue des champions, la Coupe d'Afrique des Nations ou le Championnat du monde.
Malgré ces difficultés, on assiste aujourd'hui à l'éclosion d'une nouvelle génération de réalisateurs et de cinéastes togolais. Désir du cœur, Fruit de la passion et Vanessa et sosie sont trois longs-métrages produits par de jeunes réalisateurs togolais en 2006, respectivement Aimé Obanikua, Steven Af et Madjé Ayité. Fruit de la passion et Désir du cœur ont été en compétition au Fespaco 2007 (Festival panafricain du cinéma et de la télévision de Ouagadougou) à côté de nombreux films africains.
Pour soutenir le septième art au Togo, un groupe de journalistes culturels a décidé de créer l'AJCC-Togo (l'Association des journalistes critiques cinématographiques du Togo) comme portail de toute l'information cinéphile sur la destination. Le Bulletin mensuel de l'information est en service depuis le 30 août 2007.
La situation du cinéma togolais reste problématique,.
Le cinéma numérique ambulant est présent au Togo. Depuis 2003, le cinéma numérique ambulant a réalisé en Afrique plus de 5 000 projections pour des millions de spectateurs.

### Réalisateurs
Quelques réalisateurs :
- Anne-Laure Folly (1954-)
- Gentille Assih (1979-)
- Angela Aquereburu (1977-)
- Sanvi Panou (1945-)
- Marcelin Bossou (1984-)

### Films
Quelques films :
- 1972 : Kouami, court-métrage réalisé par Metonou Do Kokou.
- 1979 : Au rendez-vous du rêve abêti, documentaire de Kodjo Goncalves.
- 1988 : Bawina, court-métrage réalisé par Minza Bataba
- 1987 : The Blooms of Banjeli, documentaire réalisé par Carlyn Saltman.
- 1988 : Bawina, court-métrage réalisé par Minza Bataba
- 1991 : Ashakara, thriller tourné au Togo par le réalisateur franco-suisse Gérard Louvin.
- 1994 : Femmes aux yeux ouverts, documentaire de Anne-Laure Folly.
- 1996 Les Oubliées, documentaire de Anne-Laure Folly.
- 1999 :Sarah Maldoror ou la nostalgie de l'utopie, documentaire de Anne-Laure Folly.
- 2002 : Le Dilemme d'Eya, court-métrage réalisé par Assouma Adjiké.
- 2008 : Togo 2005 : Autopsie d'une succession, documentaire d'Augustin Batita Talakeana.
- 2018 : Le Prix du mal, drame réalisé par Képhas Hodor[56].
- 2020 : Essénam ou croire en soi, réalisé par Edoh Yannick Ntifafa[57].

## Tourisme
Le Togo dispose de plusieurs sites que l'on peut visiter. Tous ces sites font partie du patrimoine culturel du Togo et sont sous le contrôle du ministère de la culture. La meilleure période pour le tourisme va d'octobre à avril, pendant la saison sèche. Toutefois, la saison des pluies ne constitue pas un handicap pour le tourisme, car le soleil est toujours au rendez-vous.

### Musées et autres institutions
- La Ville Mon Musée
- Musée Agbedigo Gaston
- Musée Geologique National
- Musée national du Togo (1950)
- Musée Régional d'Aného
- Musée Régional de Kara
- Musée Régional des Savanes
- Musée Régional du Centre, Sokode

### Liste du Patrimoine mondial
Liste du patrimoine mondial au Togo.

### Liste représentative du patrimoine culturel immatériel de l’humanité
Liste du patrimoine culturel immatériel de l'humanité au Togo

### Discographie
- Togo : orchestres et lithophones kabiyé, Radio-France, Harmonia Mundi, Paris, 2005
- Le Togo : « colonie modèle » ("Musterkolonie") et modèle du colonialisme allemand (cycle 2 de l'Université populaire du quai Branly : conférence de Yann Osrich enregistrée au théâtre Claude Lévi-Strauss le 8 mars 2007), Musée du quai Branly, Paris, 2007, 86 min

### Filmographie
- (en) The Blooms of Banjeli, film documentaire de Carlyn Saltman, Documentary Educational Resources, Watertown, 2004, 28 min (DVD)
- (en) The guardian of the forces, film documentaire d'Anne-Laure Folly, Royal Anthropological Institute, Londres, 200X (1991), 54 min (DVD)
- La Justice divine chez les Kabyè du Togo, film documentaire de Raymond Verdier et Banimeleleng Nabede, CNRS Images, Meudon, 2006 (1998), 51 min
- Rythmes et fastes sacrés de la vie chez les Kabré du Nord Togo, film documentaire de Raymond Verdier, CNRS Images, Meudon, 2006 (1964), 25 min